# Oppeano
Oppeano – miejscowość i gmina we Włoszech, w regionie Wenecja Euganejska, w prowincji Werona.
Według danych na rok 2004 gminę zamieszkiwało 7301 osób, 158,7 os./km².